# Borotín (Boêmia do Sul)
Borotín é uma comuna checa localizada na região da Boêmia do Sul, distrito de Tábor.